# Tóvári Tóth István
Tóvári Tóth István (Pozsony, 1909. január 22. – Győr, 2004. július 6.) Munkácsy-díjas magyar festőművész, Győr díszpolgára.

## Élete, munkássága
Apja vasúti segédtiszt volt. 1912-ben munkáltatója Győrbe helyezte át az apát, így a család is oda költözött. Ott végezte az elemi és a polgári iskola négy-négy osztályát, és rajzkészsége, érdeklődése a formák iránt már korán megmutatkozott. Az apa a szűkös anyagiak miatt azonban nem tudta támogatni a fiút, volt, hogy még a tankönyveket sem tudták beszerezni. 
A középiskola után a Fa- és Fémipari Szakközépiskolában tanult másfél évig. 1930–31-ben Szőnyi István előkészítő iskolájába járt, majd felvételt nyert a Képzőművészeti Főiskolára, ahol Rudnay Gyula volt a mestere. Végig kitűnő tanuló volt, 1935-ben végzett. A főiskolán iparostanonc-iskolai rajztanári oklevelet is szerzett. 
1939 és 1949 között a Győri Vagon- és Gépgyárban dolgozott dekoratőrként, majd 1949-től 1963-ig a gyár képzőművészeti szabadiskoláját vezette. Itt festő és szobrász tagozat is működött, s a tanulók közül később néhányan ismert művészek lettek.
Már főiskolás korában – mélységesen tisztelve mesterét – új utakat keresett, megismerte az új európai áramlatokat, de kötődött a magyar valósághoz is. Témái között a vidéki élet mindennapjai, a Dunántúl, a Kisalföld, a Balaton-vidék szerepelt. Első időszakában még természetesen nem alakult ki egységes formanyelve, mégis végzése után egy évvel – miután addig már több csoportos tárlaton is kiállított – 1936-ban megtartotta első önálló kiállítását Győrben, ahol műveiben sötét foltokba kényszerítette mondanivalóját. 1942-ben, a Műbarátban tartott kiállításáról elismeréssel írtak a kritikusok. A sötét tónusok változatlanul uralkodtak képein, de tudatosan alkalmazta az egymás hatását fokozó ellentétes színeket. 
Az 1940-es évek második felétől új vonásokkal gazdagodott festészete: egyrészt a sötét színek közül egyre inkább elővillantak az élénk sárgák, vörösek, másrészt művészetében egyre erőteljesebben jelent meg az elvontabb ábrázolás. Szinte folyamatosan egzisztenciális nehézségekkel küzdött, anyagi gondjai miatt az olajfestéket lassan felváltotta az olcsóbb tempera, a papír, de később az élénkebb színek miatt olajtemperát használt. Ebben a technikában ért művészete addigi csúcsára, élete végéig szívesen dolgozott ezzel. Sok tájképet, majd egyre több csendéletet festett. Tájképeiben többször megfestette ugyanazt a témát, de a kép mindig más lett, mások lettek a színek, a fények. Műterme nem volt, ezért éjszaka festett, amikor a család (öt gyermeket nevelt fel) már nyugalomba vonult. 
1955-ben rendezték első gyűjteményes kiállítását a Xántus János Múzeumban, és lassan némiképp enyhültek anyagi gondjai. Az élet friss élményeit, ellesett pillanatait festette, munkái színesebbek lettek, ez és a drámai előadásmód tette izgalmassá műveit. Alkotásaira a tömör kifejező erő és a dinamika jellemző. Ars poetikáját így fogalmazta meg: „A festő feladata: sohasem megállni, mindig újat adni, sajátosan egyénit, korszerűt és mégis mindig ugyanazt – művészit!” Öregkorában visszatértek festészetébe az ötvenes évek komor témái, a halál, a szomorúság, a magány. Késői műveiben a dekorativitás felé mozdult el, megromlott egészsége miatt már nehezebben mozogva közvetlen környezetét festette, csendéleteket, enteriőrt, műteremrészletet.
1965-ben csatlakozott a Magyar Képzőművészek Szövetségéhez, Győrben pedig megalapította a Paál László képzőművészeti kört. Mindazonáltal mindig a maga útját járta. „A magam részéről nem szeretek semmiféle csoportosuláshoz tartozni. Úgy szeretem, ha maga irányítja magát a festő” – nyilatkozta.

## Egyéni kiállításai
- 1936 – Győr
- 1942 – Műbarát, Budapest
- 1955 – Xántus János Múzeum, Győr
- 1956 – Művészeti Szövetségek Háza
- 1957 – Fényes Adolf Terem, Budapest
- 1962 – Műcsarnok, Győr
- 1964 – Ernst Múzeum, Budapest
- 1967 – Xántus János Múzeum, Győr
- 1969 – Képcsarnok, Győr
- 1971 – Műcsarnok, Győr
- 1978 – Magyar Nemzeti Galéria, Budapest
- 1984 – Festetics-kastély, Keszthely
- 1988 – Xántus János Múzeum, Győr
- 1989 – Képtár, Győr
- 1990 – Városi Könyvtár, Győr
- 1991 – Bartók Béla Művelődési Központ, Győr
- 1991 – Városi Könyvtár Galéria, Győr
- 1993 – Csepeli Galéria, Budapest
- 1994 – Bezerédi kápolna, Bezeréd
- 1995 – Városi Könyvtár Galéria, Győr
- 1996 – Xántus János Múzeum, Győr
- 1996 – Goldmark Károly Művelődési Központ, Keszthely
- 1997 – Műcsarnok, Győr (gyűjteményes kiállítás)

## Válogatott csoportos kiállításai
- 1958 – Párizs
- 1982 – Nemzetközi Művésztelep, Kuopio, Helsinki
- 1988–90 – Alpok-Adria Nemzetközi Tárlat

## Díjai, elismerései
- 1944 – A dunántúli kiállítás ezüstérme
- 1958 – Munkácsy Mihály-díj
- 1947 – A Budapesti Nehézipari Központban rendezett kiállítás első díja
- 1965, 1970 – A Győr-Sopron megyei tanács nívódíja
- 1966 – A felszabadulási pályázat nagydíja
- 1971, 1972 – A felszabadulási pályázat első díja
- 1973 – A Munka Érdemrend arany fokozata
- 1979 – Pro Urbe Győr
- 1993 – Győr város díszpolgára
- 1997 – A Magyar Köztársasági Érdemrend tisztikeresztje